# Lok-Sabha-Wahlkreis Bijapur North
Der Lok-Sabha-Wahlkreis Bijapur North war von 1951 bis 1962 ein Wahlkreis bei den Wahlen zur Lok Sabha, dem Unterhaus des indischen Parlaments. Er gehörte zum Bundesstaat Bombay bzw. ab 1956 zum Bundesstaat Mysore und umfasste den Nordteil des damaligen Distrikts Bijapur (Vijayapura). Sein Nachfolger war ab der Lok-Sabha-Wahl 1967 der Wahlkreis Bijapur.

## Abgeordnete
| Wahl | Name                        | Partei | Stimmen |
| ---- | --------------------------- | ------ | ------- |
| 1951 | Rajaram Giridharalal Dubey  | INC    | 66,9 %  |
| 1957 | Murigappa Siddappa Sugandhi | Unabh. | 49,6 %  |
| 1962 | Rajaram Giridharalal Dubey  | INC    | 52,6 %  |